# 北海道道950号野付風蓮公園線

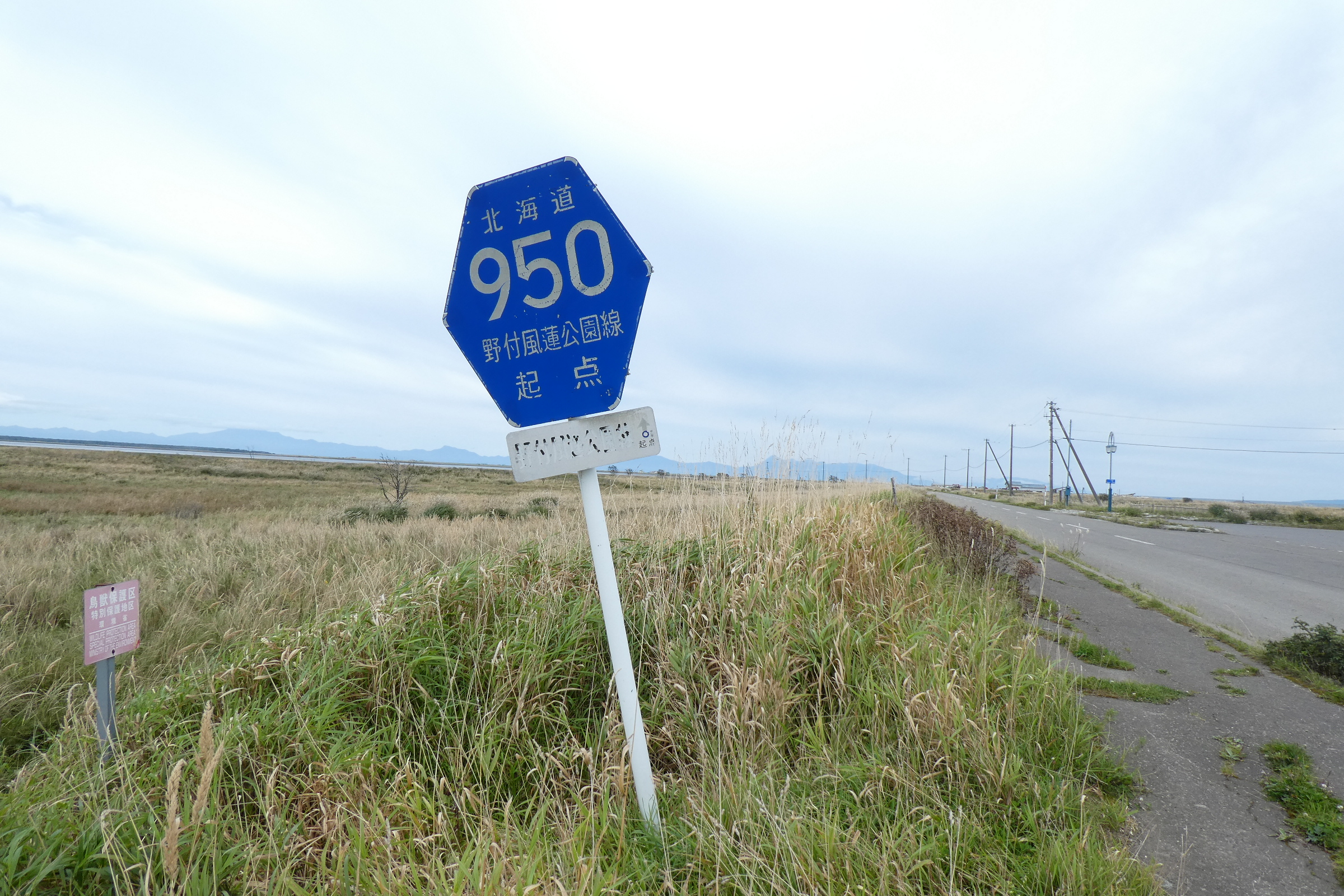
起点に設置されている路線番号標識（2019年）。すぐ近くには野付埼灯台がある。

北海道道950号野付風蓮公園線（ほっかいどうどう950ごう のつけふうれんこうえんせん）は、北海道野付郡別海町と標津郡標津町に跨る野付半島を結ぶ一般道道である。

## 概要
北海道東部にある日本最大の砂嘴（さし）の半島である野付半島に向かって延びる道道路線。別海町の国道244号から分岐してトドワラや竜神崎のある起点まで延長約18 kmを、極めて平らな細長い野付半島上を走る。国道244号分岐部は道道の終点であり、起点は野付半島の竜神崎付近である。ほぼ全線が野付半島上にあり、半島を挟むように野付湾と知床半島を望むオホーツク海が広がり、半島の半ばから突端に向けてトドワラやナラワラなどの荒涼とした風景を見ることができる。半島は野付風蓮道立自然公園内にあり、夏から秋にかけ湿原に北海道特有の花が咲く原生花園があるなど観光地となっている。

### 路線データ
- 起点：北海道野付郡別海町野付
- 終点：北海道標津郡標津町茶志骨（国道244号交点）
- 総距離：18.0 km

## 歴史
- 1978年（昭和53年）5月6日 - 路線認定[2]

## 路線状況

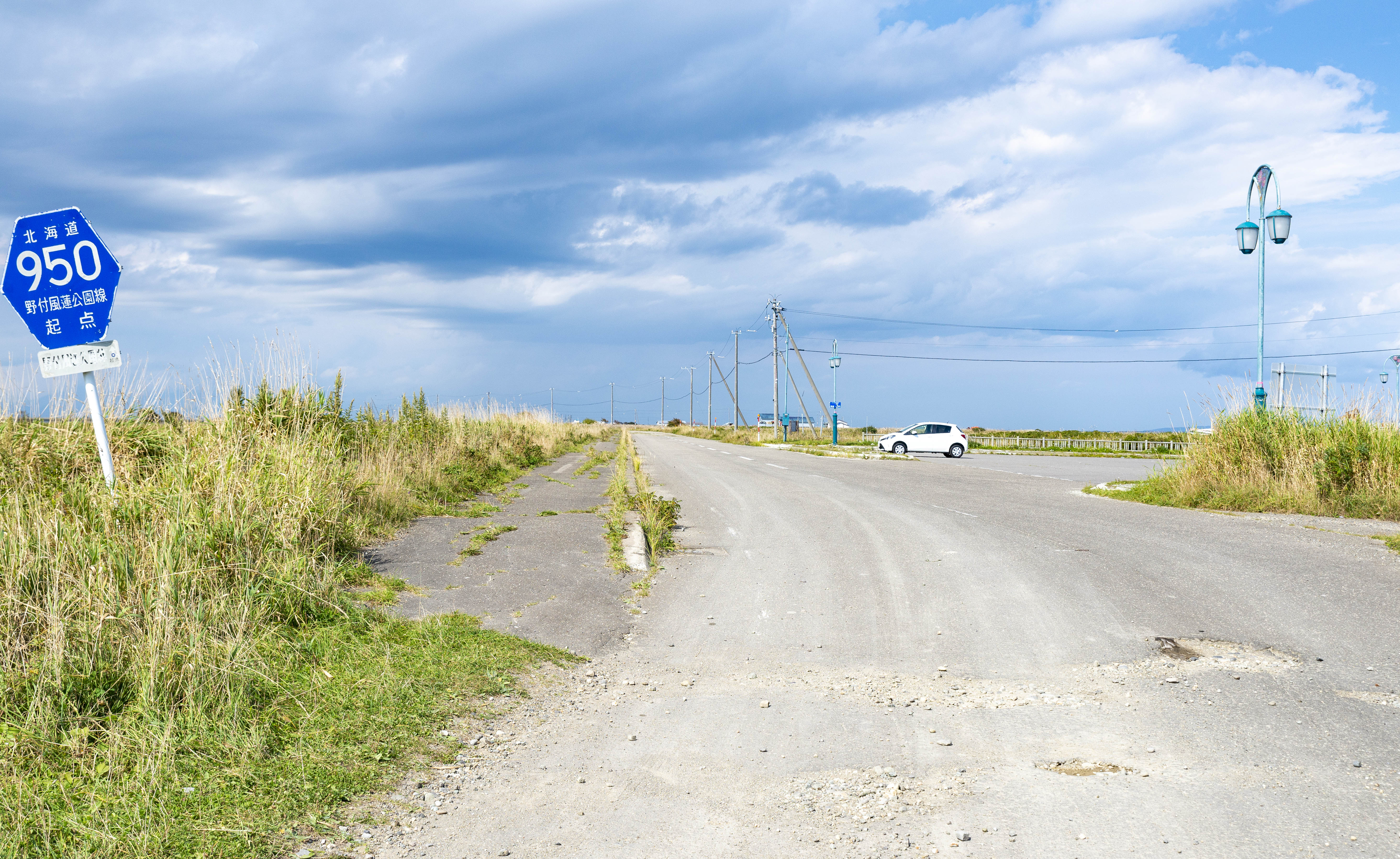
起点（2014年9月）

野付半島自体の海岸侵食が進んでいるため、気象条件等により閉鎖されることがある。起点の竜神崎付近から半島の先端方面へはダート路が続くが、漁業者専用道路となっており一般車は通行止となっている。起点には駐車場がある。

### 通過する自治体
- 根室振興局
  - 野付郡別海町 - 標津郡標津町

### 交差する道路
標津町
- 国道244号 - 茶志骨（終点）

### 沿線にある施設など
別海町
- 野付半島ネイチャーセンター - 野付63
- トドワラ - 野付
- ナラワラ - 野付
- 野付埼灯台 - 野付